# (5329) Decaro
(5329) Decaro (1989 YP) – planetoida z grupy pasa głównego asteroid okrążająca Słońce w ciągu 4 lat i 78 dni w średniej odległości 2,61 j.a. Została odkryta 21 grudnia 1989 roku przez Roberta McNaughta.